# Вестхаузен (Хильдбургхаузен)
Вестхаузен (нем. Westhausen) — община в Германии, в земле Тюрингия.
Входит в состав района Хильдбургхаузен. Подчиняется управлению Хельдбургер Унтерланд. Население составляет 602 человека (на 31 декабря 2010 года). Занимает площадь 15,43 км².